# Рібера-дель-Фресно
Рібера-дель-Фресно (ісп. Ribera del Fresno) — муніципалітет в Іспанії, у складі автономної спільноти Естремадура, у провінції Бадахос. Населення — 3508 осіб (2010).
Муніципалітет розташований на відстані близько 300 км на південний захід від Мадрида, 75 км на південний схід від Бадахоса.

## Демографія
Динаміка населення (INE ):